# あわじ島農業協同組合
あわじ島農業協同組合（あわじしまのうぎょうきょうどうくみあい）は、兵庫県南あわじ市に本所を置く農業協同組合。略称はJAあわじ島。

## 概要
南あわじ地域は水稲の収穫後に、畜産農家の牛糞など良質の堆肥により、レタス・タマネギ・ハクサイ・キャベツなどの露地野菜を2、3回栽培する「多毛作」を行っており、
JAあわじ島ではこれら野菜のブランド確立を目指している。タマネギは北海道、佐賀県に次ぐ産地で、これは 2010年（平成22年）に「淡路島たまねぎ」の地域団体商標をJA全農兵庫県本部から淡路玉葱商業協同組合との共同で登録。
ちなみにタマネギと春と冬のキャベツ・レタスは国の野菜指定産地である。また、多毛作で起きる連作障害も重点項目として対策に取り組んでいる。

## 沿革
- 1990年（平成2年）- 兵庫県三原郡内（現南あわじ市）の3つの農業協同組合が合併して発足。
- 2005年（平成17年）
  - 北阿萬農業協同組合を吸収合併。この合併により南あわじ市内全域が業務区域となる。
  - 三原郡畜産農業協同組合連合会を吸収合併。
  - 株式会社援農あわじ島を設立。組合員の出資による農業生産法人。高齢化する営農者を支援するため大型農機・労働者派遣に取り組む[3][4]。
- 2008年（平成20年）4月 - ISO9001認証取得。取得範囲は営農指導業務・農産物の販売業務。対象品目は野菜8品目（たまねぎ・はくさい・レタス・サニーレタス・グリーンウェーブ・キャベツ・グリーンボール・ブロッコリー）[5]。

## 業務区域
- 兵庫県南あわじ市全域

## 拠点

### 本所
- 本所 - 南あわじ市市青木18-1
  - 総務部・総務課、企画課、管理課
  - 信用部・金融課、融資課
  - 共済部・共済課、査定課、推進課
  - 購買部・購買課
  - 販売部・特産課、農産課
  - 営農部・営農生活課
  - 監査室・監査課
  - コンプライアンス統括室 ・コンプライアンス統括課
  - 事業改革室・事業改革課

### 支所
管内には17か所の支所がある。
- 広田支所 - 南あわじ市広田広田321
- 倭文支所 - 南あわじ市倭文庄田470-3
- 松帆支所 - 南あわじ市松帆高屋98-1
- 湊支所 - 南あわじ市湊536-8
- 津井支所 - 南あわじ市津井1790-6
- 阿那賀支所 - 南あわじ市阿那賀340-1
- 伊加利支所 - 南あわじ市伊加利569-2
- 志知支所 - 南あわじ市志知鈩100
- 榎列支所 - 南あわじ市榎列大榎列190-1
- 八木支所 - 南あわじ市八木鳥井440-2
- 市支所 - 南あわじ市市三條860-1
- 神代支所 - 南あわじ市神代地頭方1462
- 賀集支所 - 南あわじ市賀集1156
  - 賀集田中出張所 - 南あわじ市賀集八幡201
- 福良支所 - 南あわじ市福良乙63
- 阿万支所 - 南あわじ市阿万下町466-1
- 灘支所 - 南あわじ市灘円実128-1-2
  - 灘黒岩集荷所  - 南あわじ市灘黒岩575
- 北阿万支所 - 南あわじ市北阿万筒井1710-2

### 事業所
- 農機自動車センター - 南あわじ市神代地頭方1544-3
- JAオニオン旅行センター - 南あわじ市市青木17-1
- 畜産事業所 - 南あわじ市市青木18-1

### 選果場
- 施設センター - 南あわじ市市徳長651-1
- 広田センター - 南あわじ市広田広田105-1
- 松帆センター - 南あわじ市松帆塩浜94
- 八木センター - 南あわじ市八木鳥井440-2
- 賀集センター - 南あわじ市賀集1156

### 育苗施設
- 広田ライスセンター  - 南あわじ市広田広田1138
- 志知ライスセンター - 南あわじ市志知中島518
- 野菜育苗センター - 南あわじ市松帆高屋106
- 水稲育苗センター - 南あわじ市松帆西路1211

### 予冷施設
- 松帆予冷センター - 南あわじ市松帆塩浜94
- 志知予冷センター - 南あわじ市志知中島518
- 榎列予冷センター - 南あわじ市榎列大榎列1571-3

### ガソリンスタンド
- JA本所SS - 南あわじ市市青木17-1
- JA広田SS - 南あわじ市広田広田97-5
- JA榎列SS - 南あわじ市榎列大榎列190-1
- JA北阿万SS - 南あわじ市北阿万新田中

## マスコットキャラクター
あわじ島農協のマスコットキャラクター。南あわじ市の各所で活躍している。運送会社のトラックにも乗っている。
- サンちゃん - あわじ島産たまねぎの妖精。
- サラちゃん - あわじ島産レタスの妖精。